# Família de Baptistina
La Família Baptistina és una família d'asteroides que probablement es va produir per la ruptura d'un asteroide de 170 km (110 mi) fa 80 milions d'anys a continuació d'un impacte amb un cos més petit. Les dues restes més grans de l'asteroide parental són el cinturó d'asteroides 298 Baptistina i 1696 Nurmela.
Aquesta família Baptistina consta d'asteroides de condrita carbonosa i meteoroides en òrbites similars. Molts fragments de la mida de muntanyes van anar a parar a Mart i Júpiter causant una sèrie d'impactes. Des de l'any 2011 el Wide-field Infrared Survey Explorer va revisar la data del xoc, que resultava molt anterior a l'actualment acceptada de 80 milions d'antiguitat.

## Trencament i possibles impactes
Anteriorment s'atribuïen a la família Baptistina impactes com el del cràter Chicxulub però actualment es creu que la data de ruptura 80 milions d'anys no és coherent amb l'impacte del Chicxulub que hauria extingit els dinosaures fa 65 milions d'anys. L'any 2007 s'havia proposat que la concentració de crom de 66 milions d'anys d'antiguitat present al Chicxulub pertanyia a meteorits de la família Baptistina. S'havia especulat que el cràter lunar Tycho de fa 108 milions d'anys també era d'un membre d'aquest grup, però amb la data revisada del trencament això no resulta possible.